# Hilltop (condado de Frío)
Hilltop es un lugar designado por el censo ubicado en el condado de Frío en el estado estadounidense de Texas. En el Censo de 2010 tenía una población de 287 habitantes y una densidad poblacional de 88,3 personas por km².

## Geografía
Hilltop se encuentra ubicado en las coordenadas 28°41′38″N 99°10′34″O / 28.69389, -99.17611. Según la Oficina del Censo de los Estados Unidos, Hilltop tiene una superficie total de 3.25 km², de la cual 3.25 km² corresponden a tierra firme y (0%) 0 km² es agua.

## Demografía
Según el censo de 2010, había 287 personas residiendo en Hilltop. La densidad de población era de 88,3 hab./km². De los 287 habitantes, Hilltop estaba compuesto por el 78.4% blancos, el 0.35% eran afroamericanos, el 0.7% eran amerindios, el 0% eran asiáticos, el 0% eran isleños del Pacífico, el 18.47% eran de otras razas y el 2.09% pertenecían a dos o más razas. Del total de la población el 91.29% eran hispanos o latinos de cualquier raza.